# Carl-von-Ossietzky-Medaille (Friedensrat der DDR)
Die Carl-von-Ossietzky-Medaille war eine seit 1963 vom Deutschen Friedensrat (später Friedensrat der DDR) verliehene nichtstaatliche Auszeichnung. Sie wurde für Verdienste um die Erhaltung und Sicherung des Friedens verliehen.
Die Medaille wurde anlässlich des 25. Jahrestages der Verleihung des Friedensnobelpreises an Carl von Ossietzky am 25. November 1961 gestiftet. Den Vorschlag zur Stiftung hatte Walter Bredendiek während einer erweiterten Tagung des Präsidiums des Deutschen Friedensrates im Oktober 1961 unterbreitet. Ein Kuratorium zur Verleihung der Medaille wurde am 25. Januar 1963 gegründet. Die erste feierliche Verleihung der Medaille fand am 4. Mai 1963, dem 25. Todestag Ossietzkys, im Apollosaal der Deutschen Staatsoper zu Berlin statt. Bereits am Vortag hatte der Präsident des Deutschen Friedensrates, Walter Friedrich, auf der 23. Plenartagung des Deutschen Friedensrates die erste Medaille erhalten. In der Folge wurde die Medaille in Feierstunden zu Ossietzkys Geburtstag im Oktober, außerdem unregelmäßig zu Gelegenheiten wie den Geburtstagen der Geehrten, verliehen.

## Preisträger (Auswahl)
- 1963: Walter Friedrich;[6] Bertrand Russell, Maud von Ossietzky, Hermann Budzislawski, Emil Fuchs, Fritz Kroh, Greta Kuckhoff, Helene Weigel, Arnold Zweig, Karlludwig Opitz, Karl Schabrod, Emil Graf von Wedel, Leo Weismantel;[7] Vladimir Pozner[8]

Der Literaturnobelpreisträger Russell gab die Medaille 1964 demonstrativ zurück, um gegen die Inhaftierung des IG-Metall-Journalisten Heinz Brandt in der DDR zu protestieren; der Protest trug zur Freilassung Brandts bei.
- 1964: Wilhelm Elfes;[9] Wilhelmine Schirmer-Pröscher;[10] Otto Dix[11] Albert Norden, Alexander Abusch, Gerhart Eisler, Peter Alfons Steiniger, Hedda Zinner, Otto Nagel, Bruno Theek, John Peet, Otto Pankok, Franz Paul Schneider, Heinz Kraschutzki, Richard Scheringer, Erwin Eckert, die Zeitschrift Die Weltbühne, das Kollektiv des Fernsehfilms Carl von Ossietzky (unter Regie von Richard Groschopp)[12]
- 1965: Heinz Kamnitzer, Karl Kleinschmidt, Leo Regener, Maximilian Scheer, Friedrich Flierl, Günter Wirth;[13] Ernst Niekisch;[14] Adolf Deter;[15] Heinz Willmann;[16] Paul Wandel;[17] verdiente Mitglieder und Helfer der Volkssolidarität[18]
- 1967: Isabelle Blume, Walter Bredendiek, Peter Edel, Renate Riemeck, Pierre Paraf[19]
- 1968: Klara Marie Faßbinder u. a.[20]
- 1969: Heinrich Toeplitz u. a.[21]
- 1970: Werner Eggerath[22]
- 1974: Ingeborg Küster
- 1988: Alfred Dreifuß